# Krtina (Trebnje, Slovenija)
Krtina je naselje u slovenskoj Općini Trebnju. Krtina se nalazi u pokrajini Dolenjskoj i statističkoj regiji Jugoistočnoj Sloveniji. 

## Stanovništvo
Prema popisu stanovništva iz 2002. godine naselje je imalo 31 stanovnika.